# Марсель Безансон
Марсель Безансон (фр. Marcel Bezençon, фр. вимова: [maʁsɛl bəzɑ̃sɔ̃]; 1 травня 1907 — 17 лютого 1981) — швейцарський журналіст, керівник ЗМІ та директор Європейської мовної спілки у 1954—1970 роках. 1955 року Безансон запропонував ідею Пісенного конкурсу Євробачення, що була натхненна музичним Фестивалем Санремо.

## Біографія та кар'єра

### Ранні роки
1932 року Безансон закінчив Лозаннський університет зі ступенем історії мистецтва, а потім почав працювати незалежним мистецтвознавцем і театральним критиком, перш ніж стати редактором газети Feuille d'Avis. У 1939 році він приєднався до Radio Suisse Romande (RSR), де працював директором до 1950 року, перш ніж став генеральним директором Швейцарської радіомовної корпорації (SRG SSR), де обіймав посаду до 1972 року. Безансон також був членом Ради директорів Швейцарського телеграфного агентства (SDA ATS) між 1963 і 1972 роками.

### Пісенний конкурс Євробачення
З 1954 по 1969 рік Марсель Безансон був головою програмної комісії Європейської мовної спілки (ЄМС), де відповідав за впровадження європейської мережі програмування. Безансон не заплатив нічого за права Швейцарської футбольної асоціації на телевізійні трансляції матчів Чемпіонату світу, а замість цього запропонував компенсувати будь-яку нестачу в надходженнях через трансляції у сумі до 10 000 швейцарських франків. Трансляції та їхні результати виявилися успішними, тому Марсель Безенсон, який разом із Рене С. Макколлом (заступник директора телебачення BBC) та Жаном д'Арсі (директор французького телебачення) щороку прагнули знайти нові ідеї для просування транскордонної телевізійної співпраці.
Наприкінці січня 1955 року представники ЄМС зібралися на конференцію в Монако, щоб розглянути дві ідеї:
1. Європейського пісенного конкурсу, який транслювався б одночасно в усіх країнах-учасницях, та прототипом якого став Фестиваль Санремо, що проходив в Італії[4][7].
2. Конкурсу Top Town для артистів-аматорів.

Другу ідею швидко відкинули, залишивши відкритим шлях для пісенного конкурсу. На той час це був доволі сміливий та водночас складний проєкт, оскільки супутникового телебачення ще не існувало, тому об'єднання багатьох країн в єдину у телемережу було серйозним випробуванням для організаторів.
19 жовтня 1955 року ЄМС вирішила організувати Grand Prix Eurovision de la Chanson Européenne, що вперше відбувся в Лугано в 1956 році. Пізніше конкурс отримав свою сучасну назву «Євробачення» — її придумав журналіст Джордж Кемпей у статті в London Evening Standard від 5 листопада 1951 року. Метою конкурсу було «заохочення до створення оригінальних пісень через міжнародний конкурс і стимулювання духу дружнього суперництва між митцями».

### Премія Марселя Безансона
У 2002 році Крістер Бйоркман і Річард Геррей — переможці Melodifestivalen і представники Швеції на Євробаченні 1992 та 1984 відповідно — заснували премію Marcel Bezençon Awards. Премія вручається щорічно, щоб відзначити виняткові мистецькі та творчі досягнення учасників Євробачення у категоріях:
- Нагорода преси — найкраща загальна робота за вибором акредитованої преси.
- Мистецька нагорода — найкраще мистецьке виконання за оцінками коментаторів країн-учасниць.
- Композиторська нагорода — найкраща композиція за оцінкою композиторів у фіналі.